# Colubotelson thomsoni
Colubotelson thomsoni är en kräftdjursart som beskrevs av Nicholls 1944. Colubotelson thomsoni ingår i släktet Colubotelson och familjen Phreatoicidae. Inga underarter finns listade i Catalogue of Life.